# ظهير خان
ظهير خان (من مواليد 8 أكتوبر 1978) هو لاعب كريكيت هندي محترف سابق لعب جميع أشكال اللعبة للمنتخب الهندي من عام 2000 حتى عام 2014. إنه لاعب رمي سريع متوسط الذراع الأيسر. كان ثاني أنجح لاعب هندي في اختبار لعبة الكريكيت، خلف كابيل ديف. بدأ ظهير خان مسيرته المحلية باللعب مع فريق بارودا للكريكيت. في السنوات الأولى من حياته المهنية، كان ظهير خان معروفًا بخيوطه العدائية والبولينج السريع، وخاصة السرعة المثالية للبوصة. غالبًا ما يعتبر أحد أفضل لاعبي البولينج الهنود.